# Pseudobalistes
Pseudobalistes là một chi cá biển trong họ Cá nóc gai (Balistidae).

## Lịch sử
Chi này được Pieter Bleeker thiết lập năm 1865 như là một phân chi của chi Balistes; với 2 loài là Balistes (Pseudobalistes) viridescens và Balistes (Pseudobalistes) flavimarginatus.
Năm 1866, Bleeker gán Pseudobalistes viridescens làm loài điển hình của phân chi Pseudobalistes, nhưng ở thời điểm năm 2022 thì người ta vẫn coi Pseudobalistes viridescens là danh pháp đồng nghĩa sớm của Balistoides viridescens (Bloch & Schneider, 1801) - loài điển hình của chi Balistoides Fraser-Brunner, 1935, vì thế nó không thể là loài điển hình của chi/phân chi Pseudobalistes. Các tác giả sau này, như Matsuura (1980) coi Pseudobalistes là một chi độc lập, với loài điển hình là Pseudobalistes flavimarginatus.

## Các loài
Hiện tại có 3 loài được ghi nhận:
- Pseudobalistes flavimarginatus (Rüppell, 1829)
- Pseudobalistes fuscus (Bloch & J. G. Schneider, 1801)
- Pseudobalistes naufragium (D. S. Jordan & Starks, 1895)

## Phát sinh chủng loài
Nghiên cứu của McCord et al. (2016) cho rằng chi Pseudobalistes là đa ngành trong cây phát sinh chủng loài của họ Balistidae. Cụ thể thì:
- P. fuscus và P. naufragium lồng sâu trong chi Balistes thuộc nhánh 1;
- P. flavimarginatus có quan hệ chị em với Balistoides viridescens, cùng nhau chúng tạo thành nhánh có quan hệ chị-em với chi Xanthichthys thuộc nhánh con 2.1 của nhánh 2; trong khi loài còn lại của chi Balistoides là Balistoides conspicillum có quan hệ chị-em với Balistapus undulatus, cùng nhau chúng tạo thành nhánh chị-em với chi Melichthys và cuối cùng chúng tạo thành nhánh chị-em với Odonus niger thuộc nhánh con 2.2 của nhánh 2.[5]

Nếu các nghiên cứu tiếp theo xác nhận kết quả này thì Pseudobalistes như là một chi độc lập sẽ đúng như cách hiểu của Bleeker (1865, 1866) và bao gồm P. viridescens như là loài điển hình cùng P. flavimarginatus; trong khi chi Balistapus Tilesius, 1820 sẽ bao gồm B. undulatus (Park, 1797) như là loài điển hình và Balistoides conspicillum = Balistapus conspicillum (Bloch & Schneider, 1801), còn Balistoides sẽ được coi là đồng nghĩa muộn của Pseudobalistes. Hai loài P. fuscus và P. naufragium sẽ được chuyển trả lại chi Balistes như tên gọi gốc mà các nhóm tác giả (tương ứng là Bloch & Schneider, 1801 và Jordan & Starks, 1895) đã đặt cho chúng.